# Моска, Джаммария
Джаммария Моска, Джованни Мария Моска, или Джованни Падовано (итал. Giovanni Maria Mosca, Giovanni Padovano, Gianmaria Padoan, Jan Maria; до 1507—1574, Венеция) — итальянский скульптор и художник-медальер эпохи Возрождения, работавший между 1515 и 1573 годами, первоначально в области Венето, а после 1529 года в Польше, где его называли Ян Мария, или Ян из Падуи (Jan Maria Padovano).

## Биография
Джованни Мария родился в Падуе (в городе есть улица, названная в его честь), первое сохранившееся упоминание о нём датируется 1507 годом, когда он стал учеником падуанского скульптора Джованни Минелло, а затем ювелира Бартоломео Мантелло. Его первая сохранившаяся работа, «Обезглавливание святого Иоанна Крестителя» (1516; Падуанский собор), относится к этому периоду. Его художественное обучение продолжилось в мастерской Туллио и Антонио Ломбардо, сыновей не менее известного архитектора и скульптора Пьетро Ломбардо. Он активно работал в области Венето, где создал важные произведения, как в Падуе, так и в самой Венеции; сотрудничал с Гвидо Лиццаро, Бартоломео ди Франческо Бергамаско и Пьетро Паоло Стеллой.
Около 1529 года художник был вызван ко двору Сигизмунда I в Краков. Вероятно, из-за заказа на королевскую гробницу в Капелле короля Сигизмунда I Старого на Вавеле, но, вероятно, он прибыл слишком поздно, чтобы внести свой вклад в эту работу, которую вместо него выполнил флорентиец Бартоломео Береччи. Его первым заказом в Польше были четыре медали, изображающие королевскую семью. Он собрал вокруг себя помощников и организовал самую важную скульптурную мастерскую в Польше, в основном специализирующуюся на надгробных памятниках.
С 1533 и до смерти в 1574 году, Моску регулярно приглашали польская королева Бона Сфорца и король Сигизмундом II Августом, а также другие представителями польской аристократии. Выдающийся вклад в искусство Польши делает Моску основным скульптором польского Ренессанса.
С 1533 и до смерти в 1574 году, Моску регулярно приглашали польская королева Бона Сфорца и король Сигизмундом II Августом, а также другие представителями польской аристократии. В 1559 году падуанский летописец сообщил, что Моска был приглашён в Польшу для возведения королевской могилы Сигизмунда II Августа. Выдающийся вклад в искусство Польши делает Моску основным скульптором польского Ренессанса.
Главные произведения Джованни Мария Моска выполнены в мраморе и находятся в венецианских церквях Санта-Мария-Глорьоза-дей-Фрари, Сан Рокко и в собрании Ка' д’Оро в Венеции.

## Галерея
- Антоний и Клеопатра. Мрамор. Музей Боде, Берлин
- Суд Соломона. Мрамор. Лувр, Париж
- Скульптуры главного алтаря церкви Сан-Рокко. Венеция. 1517-1524
- Самоубийство Порции, жены Брута. Мрамор. Галерея Франкетти, Ка-д’Оро, Венеция
- Надгробие Альвизе Тревизан. Церковь Санти-Джованни-э-Паоло, Венеция. 1528
- Монумент Джамбаттиста Бонцио. Церковь Санти-Джованни-э-Паоло, Венеция. 1525
- Киворий костёла Взятия Пресвятой Девы Марии на небо. 1536. Краков

## Основные произведения в Польше
- Медали членов королевской фамилии
- Надгробия королев Эльзбиеты и Барбары (разрушены)
- Восковая модель города Кракова
- Лестница для Суконных Рядов в Кракове
- Киворий церкви Девы Марии в Кракове
- Надгробия польского гетмана Яна (пол. Jan Tarnowski) и его сына Яна Кристофа (пол. Jan Krzysztof Tarnowski) Тарновских в городе Тарнув
- Надгробие польского воеводы Яна Камьенецкого (пол. Jan Kamieniecki) в Кросно
- Надгробие примаса Польши Миколая Дзежговского (пол. Mikołaj Dzierzgowski) в Гнезно
- Надгробие примаса Польши Петра Гамрата (пол. Piotr Gamrat) в Вавеле